# Castillo de Belpuig
El Castillo de Belpuig (en francés: Château de Belpuig) es un castillo en ruinas en la comuna de Prunet-et-Belpuig en el departamento de Pirineos Orientales (Pyrénées-Orientales) de Francia.
El castillo ocupa una posición estratégica en un espolón rocoso que domina el paisaje circundante, que está a sólo 15 minutos a pie desde el pueblo. El amplio panorama que permite ver el castillo incluye las montañas de Canigó, la Albera, las Corbières y la costa de Languedoc y Rosellón.